# Erweiterte Vorsorgeuntersuchung
Die Erweiterte Vorsorgeuntersuchung (EVU) ist ein Screeningtest des kindlichen Entwicklungsstandes, der im Rahmen der pädiatrischen Vorsorgeuntersuchungen angewendet werden kann, um Kinder mit entwicklungsneurologischen und -psychologischen Auffälligkeiten frühzeitig zu identifizieren. 
So kann die Indikation für weiterführende diagnostische Maßnahmen schon im frühen Lebensalter zwischen drei Monaten und fünf Jahren gestellt und eine gezielte Therapie eingeleitet werden.
Im Rahmen der Untersuchung werden die motorische, sprachliche und kognitive Entwicklung eingeschätzt.
Zusätzlich werden die Eltern und Bezugspersonen des Kindes mittels eines Fragebogens zum Verhalten des Kindes befragt. Die systematische Bewertung des Ergebnisses erfolgt auf der Basis eines Vergleiches mit den Resultaten von ca. 1700 Kindern des deutschen Bundesgebietes (Normstichprobe).